# Nilea hortulana
Nilea hortulana là một loài ruồi trong họ Tachinidae.